# Публічна бібліотека Берестина
Комунальний заклад «Публічна бібліотека» Берестинської міської ради — культурно-інформаційний центр Красноградської міської громади. Знаходиться у центрі міста Берестин.
Публічна бібліотека Берестина — науковий та методичний центр бібліотечної справи громади, а в її стінах часто проходять літературно-музичні вечори, прем'єри та презентації книг письменників-земляків, зустрічі з місцевими художниками. Бібліотеку відвідували харківські та київські письменники — Іван Драч, Віктор Бойко, Віктор Тимченко, Роман Лєвін.

## Історія
Перша публічна бібліотека у тодішньому Костянтинограді була створена у 1881 році, яка розташовувалась у Народному будинку (тепер адмінбудівля).
З 1917 року відкриваються сільські бібліотеки у Красноградському повіті. Фонд книжок поповнювався з приватних дворянських бібліотек
Після закінчення буремних часів бібліотека переїхала у приміщення по Жовтневій вулиці (нині Соборна вулиця).
1930 року у фонді бібліотеки, що знаходився у приміщенні музею, український письменник Антон Хижняк написав своє перше оповідання «Голуба кров».

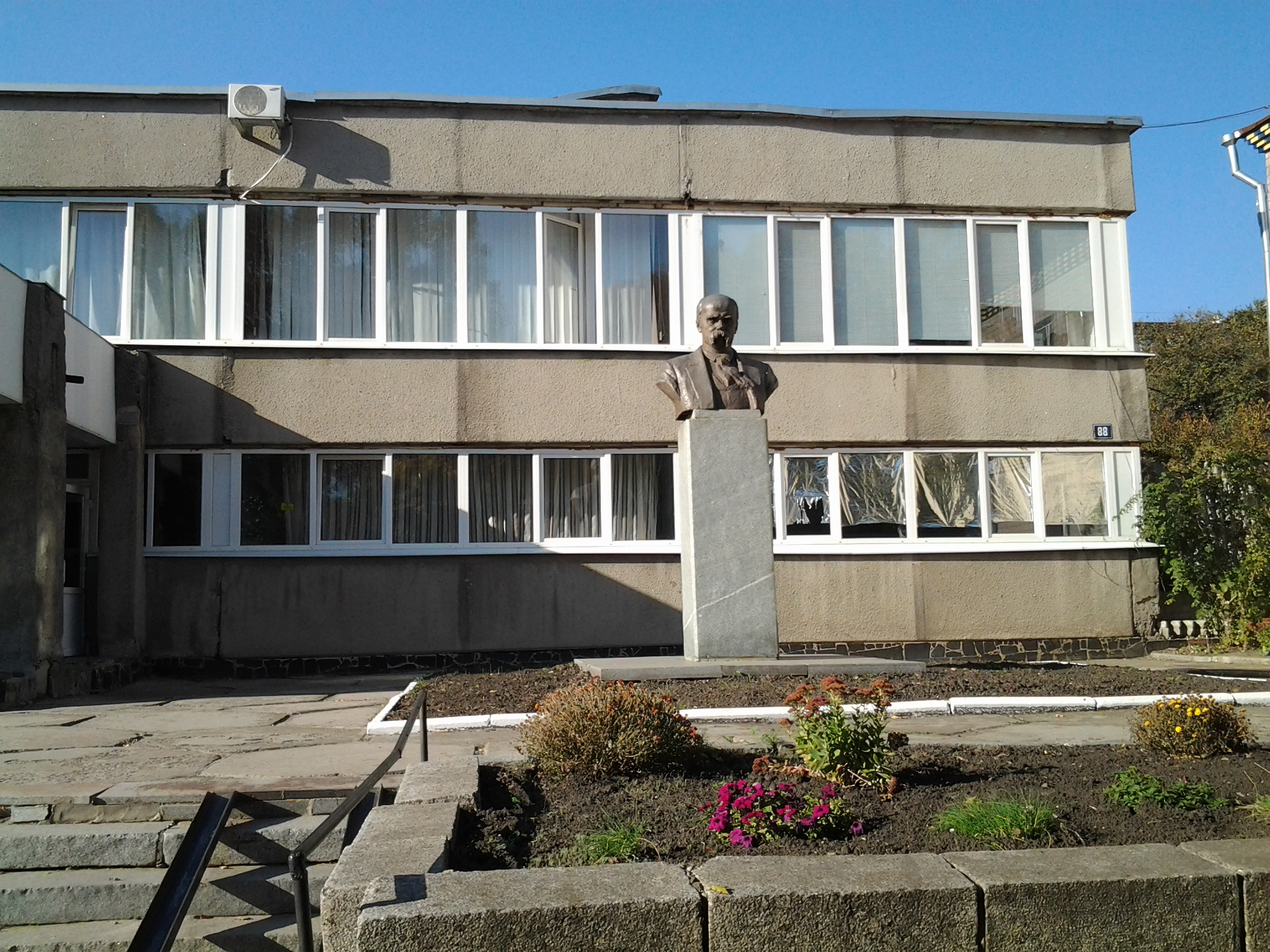
Пам'ятник Тарасу Шевченку біля бібліотеки

З 1937 року у бібліотеці працював письменник Іван Цюпа.
Під час Другої світової війни книжковий фонд районної бібліотеки був розгромлений, і поповнювався за рахунок книжок, що приносили мешканці міста.
Після організації громади, районна бібліотека стала функціонувати в межах громади. У 2021 році Красноградська районна бібліотека стала «Публічною бібліотекою» Красноградської міської ради, згодом у 2024 назва була уточнена ще раз через перейменування міста.

## У громаді
У громаді діють 12 бібліотек у складі комунального підприємства, серед них 8 сільських. Найвідоміші з них — публічна бібліотека Берестина, Берестинська дитяча бібліотека та Берестинська міська бібліотека. Також діють 2 лялькових театри для дітей при бібліотеках.